# 22 Batalion Radiotechniczny
22 Batalion Radiotechniczny (22 brt) – pododdział wojsk radiotechnicznych Sił Zbrojnych PRL i RP.
Batalion został sformowany w 1974 roku, w Chojnicach, na bazie 2 batalionu radiotechnicznego 12 pułku radiotechnicznego. W 1995 roku jednostka otrzymała sztandar. W skład batalionu wchodziły: 1 kompania miejscowa i 3 kompanie terenowe: Gostomie koło Kościerzyny, Osielsko koło Bydgoszczy i Nowa Wieś koło Grudziądza.
W 1998 roku rozwiązano batalion, a w jego miejsce powstał Ośrodek Wykrywania i Kontroli 23 batalionu radiotechnicznego.

## Dowódcy batalionu
- ppłk Kryspin Okólski
- ppłk Antoni Kraszewski
- kpt. Dariusz Krzywdziński